# La Grange (Illinois)
Pour les articles homonymes, voir La Grange.
La Grange est une ville de l'État américain de l'Illinois, située dans le comté de Cook en banlieue de Chicago. Selon le recensement de 2010, sa population est de 15 550 habitants.

## Résidents notables
- David Hasselhoff, acteur
- Jeff Hornacek, joueur de basket-ball dans la NBA
- James Patrick Dunne, compositeur, producteur, scénariste et acteur
- Sarah Wayne Callies, actrice
- Les Marx Brothers, comédiens
- Allan B. Calhamer, créateur du jeu Diplomatie, est mort à La Grange.